# Fanulum
Fanulum is een geslacht van weekdieren uit de klasse van de Gastropoda (slakken).

## Soort
- Fanulum expositum (Mousson, 1873)